# Bistum Balanga
Das Bistum Balanga (lat.: Dioecesis Balangensis) ist eine auf den Philippinen gelegene römisch-katholische Diözese mit Sitz in Balanga City.

## Geschichte
Das Bistum Balanga wurde am 17. März 1975 durch Papst Paul VI. mit der Apostolischen Konstitution Quoniam ad recte aus Gebietsabtretungen des Erzbistums San Fernando errichtet und diesem als Suffraganbistum unterstellt.
Es umfasst die Provinz Bataan.

## Bischöfe von Balanga
- Celso Guevarra, 1975–1998
- Honesto Ongtioco, 1998–2003, dann Bischof von Cubao
- Socrates Buenaventura Villegas, 2004–2009, dann Erzbischof von Lingayen-Dagupan
- Ruperto Cruz Santos, 2010–2023, dann Bischof von Antipolo
- Rufino Sescon, seit 2024